# 202 (număr)
202 (două sute doi) este numărul natural care urmează după 201 și precede pe 203 într-un șir crescător de numere naturale.

## În matematică
202:
- Este un număr par.
- Este un număr compus.[1]
- Este un număr deficient.[2][3]
- Este un număr semiprim.[4][5]
- Este un număr nontotient.[6][7]
- Este un număr Smith.[8][9]
- Este un număr strobogramatic[10][11] (cu simetrie verticală la afișarea cifrelor cu 7 segmente).
- Există exact 202 partiții a 32 (o putere a lui 2) în puterile mai mici a lui 2.[12]
- Există 202 poligoane diferite (necongruente) care se pot forma conectând toate cele 8 vârfuri ale unui octogon regulat de pe un cerc,[13]
- Există 202 grafuri directe diferite (neizomorfe) care nu au niciun vârf cu patru etichete izolat.[14]

## În știință

### În astronomie
- Obiectul NGC 202 din New General Catalogue este o galaxie lenticulară cu o magnitudine 15,5 în constelația Peștii.
- 202 Chryseïs este un asteroid din centura principală.
- 202P/Scotti este o cometă periodică din sistemul nostru solar.

## În alte domenii
201 se poate referi la: -->
- Sorbat de potasiu, un conservant al cărui număr E este 202.